# エマ・ゴールドマン

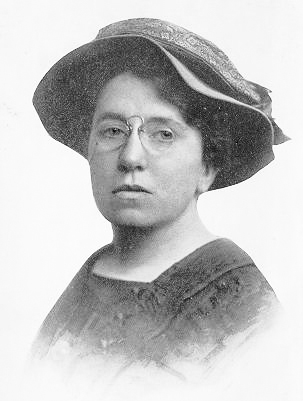
エマ・ゴールドマン

エマ・ゴールドマン（英: Emma Goldman, 1869年6月27日 - 1940年5月14日）とは、リトアニア生まれで、アメリカで活動したアナキストでありフェミニスト。

## 概要
ラディカルな解放思想やフェミニズムによる著作、発言などで知られる。15歳で姉とともにアメリカに渡った。後にロシア革命期の見聞を語ることになる。またイギリス滞在歴も長く、後年にはイギリスで自伝を執筆している。日本のフェミニスト、とりわけ伊藤野枝に大きな影響を与えた。

## 来歴
リトアニアのカウナスでユダヤ系の家庭に生まれる。暗殺が起こるなどの政情不安から、13歳のときに一家はペテルブルクに移住した。経済的事情で学校にも行けずに働くことになった。「女に学問はいらない」と説いて早く結婚させようとする父と対立することになる。
1886年、15歳になったエマは姉とともにアメリカへ移民し、縫製工場で女工として働く。1886年5月1日、シカゴのヘイマーケット事件（英:Haymarket Riot）から刺激を受け、またこのころアナキストグループとも出会う。1889年、20歳にしてすでに革命家としてアナキストの自覚を持ち、ニューヨークに拠点を移して各地で演説をこなすようになる。1892年7月23日、エマは恋人であり、終生の友であるリトアニア生まれのアレクサンダー・バークマンと共に、コークス会社の工場長でスト破りを繰り返していたヘンリー・クレイ・フリックの暗殺を試みた。しかし結果は失敗に終わり、2人は投獄された。1906年にはバークマンとともに機関紙『母なる地球』を創刊。1907年にはアムステルダムの無政府主義者大会に出席した。
- 『母なる大地』に掲載された論文のうち『婦人解放の悲劇』が掲載された号をたまたま入手した伊藤野枝は、この論文に目を止め、大きな影響を受けた。伊藤はこれを翻訳し、1914年に日本で出版されている。
- またエマは1910年にニューヨークで幸徳事件（大逆事件）に対する抗議集会を開いて日本政府や外交関係者を狼狽させた。
  - 11月12日 エマら5名が連名で駐米全権大使・内田康哉宛抗議文を送付
  - 11月22日 ニューヨークで最初の抗議集会
  - 12月12日 ニューヨークの抗議集会で桂太郎首相宛の抗議文を採択

1916年2月11日、産児制限運動によって投獄され、さらに翌年には反戦活動のため2年の刑に処せられた。1919年末、国外追放するためのヒアリング主宰者であったジョン・エドガー・フーヴァーはエマを「アメリカでもっとも危険なアナキストだ」と断じた。そしてバークマンとともにロシアの地へ追放された。ソビエトに放逐された当初は、エマもロシア革命へと参画するつもりがあったが、そこに起きているのはボルシェビキとアナキストの対立であった。ソビエト政府にも反対して外国に去り、以後はイギリス、フランス、カナダを転々として暮らした。
1936年、スペイン市民戦争が起こった際には自らスペインに赴き、人民政府（革命陣営側）とともに闘い、ファシズムのフランコ政権に反対する同国のアナキストを援助。1940年5月にカナダのトロントで70歳の生涯を閉じ、シカゴに埋葬された。

## 著作
- Emma Goldman Living My Life, New York:A.A.Knopf, 1931.（2vols.）（自伝）

### 日本語訳
- 伊藤野枝訳『婦人解放の悲劇』（The Tragedy of Woman's Emancipation, New York, Mother Earth Publishing Association, 1906）
  - エマ・ゴルドマン『婦人解放の悲劇』（1914年3月東雲堂書店刊）、『結婚と恋愛』、『少数と多数』、ヒポリツト・ハヴエル著『エンマ・ゴルドマン小伝』その他を収録。井出文子・堀切利高編『定本伊藤野枝全集』〔學藝書林、2000年12月〕所収
- エマ・ゴールドマン著、はしもとよしはる訳『アナキズムと女性解放』JCA、1978年2月
- エマ・ゴールドマン著、山下一夫訳『アナーキズム:真に無政府主義は何を基礎としてゐるか』自治聯盟出版部、1932年
- エムマ・ゴールドマン[他]著、司法省調査課訳『露西亜事情』（『司法資料』第48号）、司法省調査課、1924年
- 小田光雄、小田透訳『エマ・ゴールドマン自伝』ぱる出版、2005年4月、上:ISBN 4-8272-0121-8, 下:ISBN 4-8272-0122-6